# チャールズ・ジャロット
チャールズ・ジャロット（Charles Jarrott, 1927年6月16日 - 2011年3月4日）は、イギリスの映画監督である。ハル・B・ウォリス製作の『1000日のアン』を監督し、ゴールデングローブ賞監督賞を受賞した。
2011年3月4日に前立腺癌で亡くなった。

## 主なフィルモグラフィ
- 1000日のアン Anne of the Thousand Days (1969) 監督
- クイン・メリー/愛と悲しみの生涯 Mary, Queen of Scots (1971) 監督
- 失われた地平線 Lost Horizon (1973) 監督
- ダブ The Dove (1974) 監督
- Escape from the Dark (1976) 監督
- 真夜中の向う側 The Other Side of Midnight (1977) 監督
- The Last Flight of Noah's Ark (1980) 監督
- コンドルマン Condorman (1981) 監督
- The Amateur (1981) 監督
- ボーイ・イン・ブルー The Boy in Blue (1986) 監督
- The Secret Life of Algernon (1997) 監督・脚本
- Turn of Faith (2001) 監督